# 原子力安全委員会
原子力安全委員会（げんしりょくあんぜんいいんかい、英: Nuclear Safety Commission、NSC）とは、かつて存在した日本の行政機関の一つで内閣府の審議会等の一つ。2012年（平成24年）9月19日に廃止され、原子力規制委員会へ移行した。

## 概要

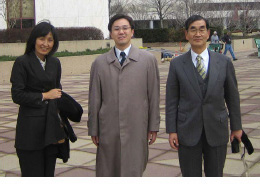
2005年2月9日、アメリカ合衆国原子力規制委員会監察総監室との情報交換のため同委員会本部を訪問した内閣府原子力安全委員会の代表団

1978年に原子力の安全確保の充実強化を図るため、原子力基本法の一部を改正し、原子力委員会から分離、発足。国家行政組織法上の第8条審議会と同等の機能を有していた（ただし、国家行政組織法第1条の規定に基づき、内閣府は国家行政組織法の適用から除外されているため、中央省庁再編以降は内閣府設置法第37条に審議会等としての根拠を有する）。
原子力安全委員会の職務は原子力の研究、開発および利用に関する事項のうち、安全の確保に関する事項について企画し、審議し、および決定することであった。
具体的な役割については下記の通り。
- 以下の事項について企画し、審議し、及び決定する。

1. 原子力利用に関する政策のうち、安全の確保のための規制に関する政策に関すること
2. 核燃料物質及び原子炉に関する規制のうち、安全の確保のための規制に関すること
3. 原子力利用に伴う障害防止の基本に関すること
4. 放射性降下物による障害の防止に関する対策の基本に関すること
5. 第一号から第三号までに掲げるもののほか、原子力利用に関する重要事項のうち、安全の確保のための規制に係るものに関すること。

- 「特定放射性廃棄物の最終処分に関する基本方針」について経済産業大臣に意見を述べること
- 核燃料物質の関連事業を行おうとする者の指定や許可について担当大臣に意見を述べること
- 原子力緊急事態宣言の解除について内閣総理大臣に意見を述べること
- 原子力緊急事態宣言の技術的事項について原子力災害対策本部長に助言すること
- 原子力防災管理者通報義務や原子力緊急事態宣言の政令の制定や改廃について主務大臣に意見を述べること
- 定期報告を受け、災害防止のために必要な措置を講ずるために担当大臣に意見を述べること
- 定期報告に関して原子力事業者等の調査をすること

しかし、業者を直接規制することはできない。
従来、日本の原子力安全について業者に対して直接安全規制するのは規制行政庁（経済産業省原子力安全・保安院、文部科学省等）であり、規制行政庁から独立した本委員会がさらにそれをチェックする多層的体制となっていた。専門的・中立的な立場から、原子炉設置許可申請等に係る2次審査（ダブルチェック）、規制調査その他の手段により、規制行政庁を監視、監査していた。
委員は常勤の特別職国家公務員であり、年収は約1650万円（月給93万6000円とボーナス）であった。

## 体制の変遷
1974年9月1日に発生した原子力船「むつ」の放射線漏れを機に1978年に設置され、1999年9月30日のJCOウラン加工工場における臨界事故を機に機能・体制が抜本的に強化された。その後、中央省庁再編に伴い、最終的な体制となった。
1. 設立時 - 東海村JCO臨界事故まで
1978年10月、総理府の原子力委員会から分離する形で原子力安全委員会を設置。設立当初からの主要業務は、原子炉設置許可等に係る安全審査（規制行政庁の審査結果の2次審査）およびそのための安全審査指針類（発電用原子炉施設に関する耐震設計審査指針など）の策定。科学技術庁原子力安全局原子力安全調査室が事務を担当した。
2. 東海村JCO臨界事故を契機とした体制・機能の抜本的強化等
1999年9月30日のJCOウラン加工工場における臨界事故は、当時日本で最悪の原子力事故であり、これを機に原子力の安全確保策は抜本的に強化された。この一環として、原子力安全委員会の機能も大きく強化された。主な強化点は以下のとおり。
  - 規制行政庁への監視・監査機能の強化（設置許可以降の後続規制段階においても、規制調査を通じた監視・監査を行う）
  - 原子力災害対策特別措置法の制定を受けた災害対策の強化等（緊急時対応体制の整備、緊急被曝医療体制の整備、事故・故障原因分析の強化等）
  - 新たな政策課題への対応（安全規制におけるリスク情報の活用の検討、安全審査指針類への最新の知見の反映、安全文化の醸成等）

これらの新たな機能を加えて強化された委員会を独立した立場から補佐するため、2000年4月に規制行政庁である科学技術庁で行っていた事務を内閣総理大臣官房原子力安全室に移管するとともに、職員数を20名程度から50名程度に増員し、同時に高い技術的知見を有する非常勤の専門家（技術参与）を40名程度採用した。
3. 中央省庁再編後
2001年1月の省庁再編を機に、原子力安全委員会は総理府から内閣府に移管され、また、法律に基づく事務局が設置された。その後、2002年の東電問題（東京電力（株）によるデータ改竄等の不正の問題）を受けた原子炉等規制法の改正（2003年4月施行）等により、原子力安全委員会の監視・監査機能はさらに強化され、事務局の体制も強化された。

### 福島第一原発事故との関係
原子力安全委員会 1990年（平成2年）8月30日決定、2001年（平成13年）3月29日一部改訂の「発電用軽水型原子炉施設に関する安全設計審査指針」では、「指針24. 残留熱を除去する系統」の第2項「残留熱を除去する系統は、その系統を構成する機器の単一故障の仮定に加え、外部電源が利用できない場合においても、その系統の安全機能が達成できるように、多重性又は多様性及び独立性を適切に備え、かつ、試験可能性を備えた設計であること。」とあり、「指針25. 非常用炉心冷却系」の第2項「非常用炉心冷却系は、その系統を構成する機器の単一故障の仮定に加え、外部電源が利用できない場合においても、その系統の安全機能が達成できるように、多重性又は多様性及び独立性を備えた設計であること。」とあり、「指針48. 電気系統」の第3項「非常用所内電源系は、多重性又は多様性及び独立性を有し（以下略）」と定められており、そ用語定義で「独立性」とは、二つ以上の系統又は機器が設計上考慮する環境条件及び運転状態において、共通要因又は従属要因によって、同時にその機能が阻害されないことをいう。」と定義している。
しかし、福島第1原発のみならず被災原発全体で、「津波という共通要因」「その従属要因たる直流電源喪失(非常電池水没）」「その従属要因たる格納容器ベント困難」で複数の非常用所内電源系、残留熱除去系、緊急炉心冷却系が機能喪失に至った。
また、「指針27. 電源喪失に対する設計上の考慮」で、長期間にわたる全交流動力電源喪失は、送電線の復旧又は非常用交流電源設備の修復が期待できるので考慮する必要はない。とあるが、送電線の復旧、非常用交流電源の復旧どころか、電源車による制御・動弁系の完全復旧さえも、非常炉心冷却系の停止前には実現できなかった。
本件について、上記指針に基づく詳細な仕様を政令で定めるのは、原子力安全保安院と、文部科学省・原子力安全課の職掌であった、保安院は、原子力発電所設置許可申請審査も管掌していた。一方、安全委員会は、設置許可申請の安全審査の二次審査、規制調査を通じた規制官庁への監督を管掌していた。

### 発電用原子炉施設に関する耐震設計審査指針
1978年（昭和53年）に策定、1981年（昭和56年）と2001年（平成13年）に改訂され、2006年（平成18年）9月19日の改訂版 には
とある。

## 関連年表
- 1955年（昭和30年）12月：原子力基本法、原子力委員会設置法の公布
- 1956年（昭和31年）1月：原子力委員会が設置
- 1964年（昭和39年）8月：アメリカ海軍の原子力潜水艦（シードラゴン）が日本（佐世保港）に初寄港するにあたり安全に支障なしとする見解を発表[7]。
- 1974年（昭和49年）9月：原子力船「むつ」放射線漏れ
- 1978年（昭和53年）10月：原子力安全委員会が原子力委員会から分離・設置
- 1981年（昭和56年）11月：初の原子力安全白書（当時は原子力安全年報）を刊行
- 1996年（平成8年）12月5日：前年12月8日に起こった もんじゅのナトリウム漏洩事故などにより国民からの信頼を失うとして、この日以降の審議過程の透明化を目的として会議の公開・資料の公開を行うとした[8][9]
- 1999年（平成11年）9月：JCOウラン加工工場臨界事故
- 2000年（平成12年）1月：「原子力安全委員会の当面の施策の基本方針について」を決定し、規制行政庁への監視・監査の強化、緊急時対応体制の強化、安全規制におけるリスク情報の活用の検討等の機能強化を行うこととした
- 2000年（平成12年）4月：事務局機能が旧科学技術庁から旧総理府に移管・強化
- 2001年（平成13年）1月：中央省庁再編により、委員会・事務局が内閣府に移管
- 2002年（平成14年）8月：東京電力（株）の自主点検記録の不正が判明
- 2003年（平成15年）10月：核原料物質、核燃料物質及び原子炉の規制に関する法律（原子炉等規制法）が改正され、規制行政庁への監視・監査機能がさらに強化
- 2011年（平成23年）8月8日：福島第一原子力発電所事故を背景に過去の会合等の審議の経緯等について検証が必要であると考え、1996年（平成8年）12月5日の決定以前の議事録及び会議資料もウェブサイトで公開するとした[8][9]
- 2012年（平成24年）
  - 9月18日：最後の会合を開く
  - 9月19日：原子力規制委員会に移行

## 原子力安全委員会の専門審査会、専門部会等
廃止時の部会構成
- 原子炉安全専門審査会
- 核燃料安全専門審査会
- 緊急技術助言組織
- 原子力安全基準・指針専門部会
- 放射性廃棄物・廃止措置専門部会
- 安全目標専門部会
- 放射線防護専門部会
- 放射性物質安全輸送専門部会
- 原子力事故・故障分析評価専門部会
- 原子力安全研究専門部会
- 原子力施設等防災専門部会
- 高速増殖原型炉もんじゅ安全性調査プロジェクトチーム
- 耐震安全性評価特別委員会
- 試験研究炉耐震安全性検討委員会
- 再処理施設安全調査プロジェクトチーム
- 特定放射性廃棄物処分安全調査会
- 原子力艦災害対策緊急技術助言組織
- 武力攻撃原子力災害等対策緊急技術助言組織
- 安全審査における専門性・中立性・透明性に関する懇談会

## 歴代の原子力安全委員会委員長
委員長としての在任期間は下記の通り。委員の互選で選ばれる。
1. 吹田徳雄：1978年10月21日 - 1981年11月16日
2. 御園生圭輔：1981年11月16日 - 1987年12月25日
3. 内田秀雄：1987年12月25日 - 1993年2月16日
4. 都甲泰正：1993年2月17日 - 1998年4月20日
5. 佐藤一男：1998年4月21日 - 2000年4月6日
6. 松浦祥次郎：2000年4月7日 - 2006年4月16日
7. 鈴木篤之：2006年4月17日 - 2010年4月20日
8. 班目春樹：2010年4月21日 - 2012年9月19日

## 原子力安全委員会委員
委員5名は、衆・参両議院の同意を経て内閣総理大臣によって任命されていた。任期は3年。下記は原子力安全委員会廃止時の委員であり、カッコ内は委員の在任期間である。委員長に選出もしくは委員長代理に指名された年月とは必ずしも一致しない場合がある。なお、任期が切れても後任がいない場合は引き続き在任する。
- 委員長
  - 班目春樹（2010年4月 -2012年9月）元東京大学大学院工学系研究科教授
- 委員長代理
  - 久木田豊（2009年4月 - 2012年9月）元名古屋大学大学院工学研究科教授
- 委員
  - 久住静代（2004年4月 - 2012年9月）元財団法人放射線影響協会放射線疫学調査センター審議役
  - 小山田修（2009年4月 - 2012年9月）元（独）日本原子力研究開発機構原子力科学研究所所長
  - 代谷誠治（2010年4月 - 2012年9月）元京都大学原子炉実験所長

（5名とも常勤）

## 所在地
- 〒100-8970
- 東京都千代田区霞が関3丁目1番1号 中央合同庁舎第4号館6階

## 福島第一原子力発電所事故への対応
原子力災害対策特別措置法20条、中央防災会議が定める防災基本計画上において、原子力安全委員会は原子力緊急事態において原子力災害対策本部長への助言機関としての役割しか与えられておらず、原子力災害への主体的な取組をなしうる立場になかった。

### 各種の技術的助言・考え方の発出
2011年3月11日の原子力緊急事態発生以降、原子力安全委員会より原子力災害対策本部に対して各種の技術的助言や考え方の発出を行っており、口頭で行われたものものもあるが、文書で行われたもののうち現時点で整理された150件程度の助言や基本的考え方が公開されている。3月13日に安定ヨウ素剤予防服用を求めた助言 や、製品出荷に汚染検査を求めた助言、汚染のある状況では年間20mSvを基準とするのではなく1～20mSvの下方の線量で住民関与の下防護計画を決定すべきという考え方 など、原子力災害対策本部に採用されていない助言も多い。

### 格納容器は窒素で満たされているので爆発はしません
東日本大震災から一夜明けた2011年3月12日、ヘリコプターで被災地と福島第一原子力発電所の視察に菅直人首相が向かった際に同行した班目春樹委員長は、内閣総理大臣より「格納容器で爆発しないか」と問われ、「格納容器は窒素で満たされているので爆発しません。」と答えたが、その後15時36分に、福島第一原子力発電所の1号機原子炉建屋内で水素爆発が起こった。爆発により瓦礫が散乱し、事故対応の妨げとなった。ただし、格納容器の中で水素爆発が起こったわけではなく、この建屋内の水素爆発による格納容器への直接の影響はなかった。
この発言は、原子炉格納容器内に窒素充填がなされていることについてのものであったが、その後の検証で、津波による全電源喪失による影響で、ベント配管から水素が建屋内に逆流したことにより、水素爆発が発生したものと推測されており、その後の事故調査・検証委員会の事情聴取において、吉田昌郎所長ら東京電力社員ですらも、当時は建屋の水素爆発について予測できなかったことを証言している。

### 原発における長時間の全電源喪失は、日本では想定外
1990年、原発の安全設計審査指針の策定時において、原子力安全委員会は、「長期間にわたる全交流動力電源喪失は、送電線の復旧又（また）は非常用交流電源設備の修復が期待できるので考慮する必要はない」と想定していた。全電源喪失は絶対に起させないという方針で、地震や津波の規模を予測し、安全対策を立てていた。
また、1993年（平成5年）6月11日付けの原子力施設事故・故障分析評価検討会全交流電源喪失事象検討ワーキング・グループによる『原子力発電所における全交流電源喪失事象について』においては、国内外の事例を分析し、日本においては諸外国と異なり外部電源と同時に更に複数台ある非常用発電機がいずれも不作動となる事例は過去一度も生じていないこと、また、日本で起きた過去4件の外部電源喪失事例は台風・雷によるものであったがいずれも直ちに非常用発電機による給電に成功しており、更にこの場合も外部電源がいずれも30分以内に復旧していること、米国に比べ日本では外部電源喪失頻度が一桁低く、非常用発電機の起動失敗確率が2桁低いこと、日本の原子力発電所の非常用蓄電池の容量はいずれも5時間以上であること等を調査結果のまとめとして記載し、今後の課題として、運転員の手順書の習熟、個別プラントにおけるアクシデントマネージメント体制の整備等を挙げている。
しかし、2011年の東北地方太平洋沖地震とその後の津波により生じた外部電源喪失については、その被害が甚大であったために長時間復旧されず、また、非常用蓄電池設備に津波が侵入し使用不可能となった。このことについて、松浦祥次郎元原子力安全委員長は、「（当時は）何もかもがダメになるといった状況は考えなくてもいいという暗黙の了解があった。隕石（いんせき）の直撃など、何でもかんでも対応できるかと言ったら、それは無理だ」と釈明している、後日の会見では、「原子力の利益は大きく、科学技術を結集すれば、地震や津波にも立ち向かえると考えて利用を進めてきたが、考えの一部をたたきつぶされた」と述べ「問題の解決法を突き詰めて考えられていなかったことを申し訳なく思う」と謝罪の意を伝えた。
以上のように、外部交流電源が長時間喪失し、同時に直流電源も使用不可能になる事態想定していなかったのであるが、米国においては同様ではなかった。1980年代の初頭において、オークリッジ国立研究所 (ORNL) が、福島第一原発と同型の炉（ゼネラル・エレクトリック社製の沸騰水型"マークＩ"）について、全電源が喪失した場合のシミュレーションを行い、米原子力規制委員会 (NRC)が、その結果報告を受けている。朝日新聞の報道によれば、そのシミュレーションの内容は、福島第一原発の事故と似ているものであり、結果報告は、米国の原発の安全規制に生かされているとされる。ただし、ナショナルジオグラフィックの報道によれば、（米国においては原発の全電源喪失が想定されていたとしても、）日本と違って米国は安全であると「楽観視」はできない。4月28日に行われた米原子力規制委員会による福島原発事故後に開始された90日間安全性チェックの中間報告では、米国に65ある商用原子力発電所の104の原子炉のうち、60基は自家発電を備え、44基は蓄電池で対応しており緊急な対策を強いられる状態ではないと発表された。ただし蓄電池では最大4時間しか電力を維持できないため、同委員会のヤツコ委員長は「4時間では十分と思えない」と懸念を示している。

### 復旧作業員の造血幹細胞の事前採取は不要と助言
福島第一原子力発電所の復旧作業員については、被ばく線量管理がなされていたが、万一の不測の事態には大量被ばくもありうるのではないかと懸念する声もあった。2011年3月25日、国家公務員共済組合虎の門病院血液内科部長の谷口修一医師は、この場合、あらかじめ作業員本人の造血幹細胞を採取しておくことで、造血機能が失われた時の治療に役立てられる可能性もあるとして、事前採取処置を行うべきであるとの考えを医療関係者らのメーリングリストに投稿した。ただし、この時点で同医師はすでに病床の確保、治療プロトコールの作成、必要となる薬剤等の手配を済ませているとしており、また当時、通常の患者・医師間の同意があれば、同処置を行うことを妨げる法令等もなく、投稿内でも「是非、政治判断で迅速な判断をお願いしたい。」「関係者の英断を期待する。」としたのみであったため、投稿が具体的に誰に何を求めているのかは明らかでなかった。
この処置を行う医学的妥当性については、学術経験者の間でも統一の見解はなかった。日本造血細胞移植学会は、2011年3月29日に発表した一般向けの声明の中で、「今後の長期化する作業に対応し念のために自己造血幹細胞保存が望ましいとされた場合、学会はその医学的、社会的妥当性を検討した上協力します。」と述べた。また、国立がん研究センターは、2011年3月28日の記者会見で「原子炉での作業が予定されるなど、被ばくの可能性がある方々については、造血機能の低下のリスクがあるため、事前に自己末梢血幹細胞を保存しておくこと」を提言 したが、2011年4月14日にはそれを「被ばく線量が250ミリシーベルト以下での職場環境が保たれない場合は、自己の末梢血幹細胞を保存しておくこと」に軌道修正した。日本学術会議は、2011年4月25日に発表した見解の中で、放射線防護対策、緊急被ばく医療の視点から「事前の採血保存は不要かつ不適切」と述べたが、「高度に専門的な知見を含む課題であるので、日本血液学会内で、倫理的な側面を含めて十分議論され、できれば統一的見解を示されることを期待する。」と付言した。インペリアル・カレッジロンドン医学部のロバート・ゲイル博士は、谷口医師の投稿内で賛同者として名前が挙げられた一人であったが、2011年3月29日に記者会見を開き「自家移植のための幹細胞の採取をやるとしてもごくわずかの効果しかないでしょうし、かえって思いがけない副作用をもたらすかも知れません。私はこの方法を勧めません。」と述べた。
谷口医師の声明は原子力安全委員会に直接宛てられたものではなく、そのため原子力安全委員会がこの声明に直接答えることもなかった。ただし、原子力安全委員会ウェブサイトでは、2011年3月29日、原子力災害対策本部から技術的助言を求められた原子力安全委員会が、作業従事者に精神的、身体的負担をかけるという問題がある、関連国際機関においても未だ合意がない、国民にも十分な理解が得られていない、を理由として挙げ「現時点においては必要ないと考える」との旨を回答したという内部文書が掲載されている。
これまで、復旧作業員の造血幹細胞の採取について公的な介入は特に行われていない。この判断について「作業員の生命を軽んじている」として批判した専門家もいる。作業員の造血幹細胞を採取しておかなかったとしても、（大量被ばくによる治療が必要な場合の）造血幹細胞の提供は、遺伝子型が適合すれば他人から受けることができる（詳しくは、骨髄バンクを参照）。しかし、他人からの移植を期待する場合、必ずしも遺伝子型が一致する提供者が存在するとは限らない。産経新聞の報道によれば、（作業員の造血幹細胞の）事前採取の必要を主張してきた野党若手議員（産経新聞報道では名前の指摘はない）は、委員会の判断について、「被曝を前提とするほど危険な場所で作業していることになれば、国民の不安感や諸外国の不信感をあおることになりかねないという政治的配慮があるのではないか」との見解を示しているとされる。
一方で、過去の大量被ばく事故の際に自己造血幹細胞移植により生存した事例が国際的に皆無であること、自己造血幹細胞の採取には一定のリスクが存在し、採取の際のG-CSFという薬剤の使用後に低線量の被ばくを受けるのは、白血病などのリスクを上げる可能性も示唆されており、被ばく線量が250ミリシーベルト以下に留まるように運用されている限りは自家造血幹細胞の事前採取は潜在的なリスクを上げるだけで、メリットはないとの指摘もある。
その後、谷口医師は賛同する医療関係者とともに「作業員が希望すれば造血幹細胞の事前採取ができるよう選択肢を残すべき」と趣旨を明確化して政治家への働きかけ等を継続している。（ただし、原子力安全委員会を初めとして、この趣旨を政府機関が否定したことはなく、また後述のように、実際に作業者の希望に基づく事前採取は行われている。）賛同する医療関係者の一人はこれらの運動が自他共に「谷口プロジェクト」と呼ばれていると述べている。また、同プロジェクト関係者によれば、2011年9月時点で、実際に採取、保存を希望し、虎の門病院で実施に至った作業員は現在まで1名のみ（原発作業員兼フリーライターの鈴木智彦）である。

### 汚染水処理への対応
班目春樹委員長は福島第一原子力発電所の建屋に溜まった高放射線量の汚染水処理について、「知識を持ち合わせていないので、東電（東京電力）と原子力安全・保安院にしっかりと指導をしていただきたい」と発言し、批判を浴びた。

### 文部科学省による放射能予測システムの遅い情報開示への批判
文部科学省の委託事業として、財団法人原子力安全技術センターが運営していた放射性物質の拡散を予測する「緊急時迅速放射能影響予測ネットワークシステム (SPEEDI)」について、福島第1原発事故後に2千枚以上の拡散試算図が作成されていたが3月23日と4月11日に2枚公表されたのみであり、情報発信の姿勢や防災計画の実効性に問題が露呈した。
この試算図については、本来事業を所管する立場であった文部科学省からは公表されなかったが、3月23日に実際の環境放射線モニタリング結果から逆推定を行った試算結果を、原子力安全委員会が公表した。SPEEDIの開発・運用について、文部科学省は累計約128億円、2010年度も約7億7千万の予算を計上している。データは自治体と共有することになっており、自治体もシステム整備費などを支出している。この事故においては、関係自治体は福島原発事故の最も必要な時期に、情報を入手できなかった。
2006年の北朝鮮の核実験や2000年の三宅島噴火の際には、積極的に情報公開していたが、福島原発事故での消極的対応は『原子力村』の身内への配慮では、との疑念も招いた。

### 事故から1か月以上経過しての視察
原子力災害対策特別措置法20条と、中央防災会議の定める防災基本計画において、原子力安全委員会は原子力災害対策本部長への助言の機能を担っており、通例の防災訓練等においては、原子力安全委員と専門的知識を持つ緊急事態応急対策調査委員が、副知事や市町村長が参集する現地オフサイトセンターに常駐し、総理大臣より権限委譲を受けた現地対策本部長（経済産業副大臣）が緊急事態応急対策の指示を行うに際して各種の技術的助言を行うこととなっていた。
東京電力福島第一原子力発電所事故に際しては、現地対策本部長（経済産業副大臣）への権限委譲がなされず、現地オフサイトセンターに各自治体が参集することもなく、交通・通信の途絶から東京において各種の意思決定が行われていたため、原子力安全委員会は3月11日に事務局本部長を現地に派遣し連絡調整に当たらせるとともに、原子力安全委員、緊急事態応急対策調査委員は東京において各種の技術的助言を行っていた。
その後、4月19日に小山田安全委員が初めて東京電力福島第一原子力発電所の視察を行った。現場入りまで1ヶ月以上を要したことについて、視察した小山田委員は、「当初は、現場が次から次へと事象が変化するのに対応することで手いっぱいだった」と釈明し、「ずっと助言活動に対応していた」などと語った。（JOCウラン加工工場臨界事故では発生の約半月後に総勢19名の事故調査委員会で現地調査を行っていたが、その後に成立した原子力災害対策特別措置法20条6項により、原子力安全委員会は東京の原子力災害対策本部（もしくは権限移譲がなされた原子力災害現地対策本部）への助言を行う位置付けとなった。）